# Egyszer használatos látogató programtervezési minta
Az egyszer használatos látogató programtervezési minta a számítógép-programozás egyik tervmintája. Célja a látogató programtervezési minta optimalizálása: a látogatót allokálja, felhasználja, majd deallokálja.

## Alkalmazhatósága
A minta akkor alkalmazható, ha nincs szükség arra, hogy a látogató megmaradjon a memóriában. Gyakran ez az eset, ha egyszer kell egy műveletet végrehajtani egy hierarchia objektumain (lásd összetétel programtervezési minta), például megszámolni a kamerákat.
Vannak esetek, amikor a látogatónak sokáig meg kell maradnia a memóriában. Ez általában akkor fordul elő, ha parametrizálva van, és az adatokhoz később is hozzá kell férni. Például az összegyűjtött renderelési opciókat tárolja.
Ha a látogatóból csak egy példány kell, akkor van értelme annak, hogy egyke legyen, és az egyszer használatos látogatóhoz hasonlóan legyen megvalósítva. Ekkor az egyszer használatos látogató később is meghívható ugyanazokkal a paraméterekkel.

## Használati példák
Az egyszer használatos látogató osztálymetódusok közvetítésével hívható
Paraméter nélkül:
```
 
Element
*
 
elem
;

 
SingleServingVisitor
::
apply_to
(
elem
);

```

Paraméteresen:
```
 
Element
*
 
elem
;

 
TYPE
 
param1
,
 
param2
;

 
SingleServingVisitor
::
apply_to
(
elem
,
 
param1
,
 
param2
);

```

Egykeként:
```
 
Element
*
 
elem
;

 
TYPE
 
param1
,
 
param2
;

 
SingleServingVisitor
::
set_param1
(
param1
);

 
SingleServingVisitor
::
set_param2
(
param2
);

 
SingleServingVisitor
::
apply_to
(
elem
);

```

## Előnyök és hátrányok
- Nincsenek zombi objektumok, amik feleslegesen foglalnák a memóriát. Amikor szükség van a látogatóra, az létrejön, elvégzi a feladatát, utána törlődik.
- Egyszerűbb interfész, mint a látogatónál. Mindezek a műveletek egyetlen osztálymetódusban mennek végbe.
- Ismételt allokáció. Ha többször hívják az apply_to metódust, akkor a látogató mindannyiszor létrejön és törlődik.

## Megvalósítások
Az alábbi megvalósítások C++-ban íródtak:

### Paraméterek nélkül
```
// Declaration

class
 
Element
;

class
 
ElementA
;

class
 
ElementB
;

class
 
SingleServingVisitor
;

...
 
// Same as with the [[visitor pattern]].

// Definition

class
 
SingleServingVisitor
 
{

protected
:

    
SingleServingVisitor
();

public
:

    
~
SingleServingVisitor
();

    
static
 
void
 
apply_to
(
Element
*
);

    
virtual
 
void
 
visit_ElementA
(
ElementA
*
)
 
=
 
0
;

    
virtual
 
void
 
visit_ElementB
(
ElementB
*
)
 
=
 
0
;

}

// Implementation

void
 
SingleServingVisitor
::
apply_to
(
Element
*
 
elem
)
 

{

    
SingleServingVisitor
 
ssv
;

    
elem
.
accept
(
ssv
);

}

```

### Paraméteres
Ha a látogató konstrukciójához paraméterek kellenek, azokat az osztálymetódus veszi át:
```
void
 
SingleServingVisitor::apply_to
(
Element
*
 
elem
,
 
TYPE
 
param1
,
 
TYPE
 
param2
,
 
...)
 

{

    
SingleServingVisitor
 
ssv
(
param1
,
 
param2
,
 
...);

    
elem
.
accept
(
&
ssv
);

}

```

### Egykeként
Az alábbi megvalósítás biztosítja, hogy egy példány legyen, és a látogató később is hozzáférhető legyen:
```
// Definition

class
 
SingleServingVisitor
 
{

protected
:

    
static
 
SingleServingVisitor
*
 
instance_
;

    
TYPE
 
param1_
;

    
TYPE
 
param2_
;

    
SingleServingVisitor
();

    
static
 
SingleServingVisitor
*
 
get_instance
();

    
// Note: get_instance method does not need to be public

public
:

    
~
SingleServingVisitor
();

    
static
 
void
 
apply_to
(
Element
*
);

    
// static methods to access parameters

    
static
 
void
 
set_param1
(
TYPE
);

    
static
 
void
 
set_param2
(
TYPE
);

    
virtual
 
void
 
visit_ElementA
(
ElementA
*
)
 
=
 
0
;

    
virtual
 
void
 
visit_ElementB
(
ElementB
*
)
 
=
 
0
;

}

// Implementation

SingleServingVisitor
*
 
SingleServingVisitor
::
instance_
 
=
 
NULL
;

SingleServingVisitor
*
 
SingleServingVisitor::get_instance
()
 

{

    
if
 
(
this
->
instance_
 
==
 
NULL
)

        
this
->
instance_
 
=
 
new
 
SingleServingVisitor
();

    
return
 
this
->
instance_
;

}

void
 
SingleServingVisitor::apply_to
(
Element
*
 
elem
)
 

{

    
elem
->
accept
(
get_instance
());

}

void
 
SingleServingVisitor::set_param1
(
TYPE
 
param1
)
 

{

    
getInstance
()
->
param1_
 
=
 
param1
;

}

void
 
SingleServingVisitor::set_param2
(
TYPE
 
param2
)
 

{

    
getInstance
()
->
param2_
 
=
 
param2
;

}

```

## Fordítás
Ez a szócikk részben vagy egészben  a   Single-serving visitor pattern című angol Wikipédia-szócikk fordításán alapul.  Az eredeti cikk szerkesztőit annak laptörténete sorolja fel. Ez a jelzés csupán a megfogalmazás eredetét és a szerzői jogokat jelzi, nem szolgál a cikkben szereplő információk forrásmegjelöléseként.